# Вєрненська чоловіча гімназія
Вєрненська чоловіча гімназія — середній загальноосвітній заклад міста Вєрного кінця XIX — початку XX століття.

## Історія
У травні 1875 року Загальні Збори Державної ради, розглянувши подання Міністерства освіти, «думкою поклало» з ініціативи заснувати в Туркестанському краї Управління з навчальної частини з прикладу таких закладів, що в Сибіру з визначенням при генерал-губернаторі головного інспектора училищ; і дві прогімназії у містах Ташкенті та Вєрному.
Вєрненська чоловіча гімназія була відкрита в 1876 як середній навчальний заклад гуманітарно-філологічного напряму, 20 лютого 1879 прогімназія перетворена в 6-класну. З 1 липня 1881 року прогімназія набула статусу повної класичної гімназії, і з цього моменту стає найбільшим навчальним закладом міста Вєрного з викладанням стародавніх мов — грецької та латинської, для вступу до вузів. 1883 року відбувся перший випуск.
У 1877 році при гімназії було засновано Вєрненський пансіон. На початку XX століття в пансіоні на казеннокоштному утриманні перебувало 42 хлопчики (20 — місцевих національностей, 22 — російської).
Через відсутність у гімназії власного будинку, навчальний процес здійснювався в зйомних приміщеннях, що орендувалися в Алматинській станиці у заможних вєрненців. У цей період у гімназії працювало 24 службовці: директор, інспектор, 13 вчителів, вихователі-наглядачі. Перша власна будівля, побудована в 1884-87 рр., була зруйнована землетрусом у 1887 році.
1899 року у Вєрненській чоловічій гімназії навчалося 260, до 1904 року у гімназії навчалося 321, а 1905 р. — 343 учнів. Для найбільш здібних учнів було засновано іменні стипендії.
1919 року тут розташовувався Вєрненський міський комітет Російського Комуністичного Союзу молоді.
Після 1917 року в будівлі розташовувалась школа ім. Л. Толстого, пізніше — Казахський педагогічний інститут.
У 1933 році на базі трьох факультетів інституту було створено Казахський державний університет.
Після пожежі 1934 року будинок було перебудовано.
Станом на 2018 рік у будівлі розташований один із факультетів КазНПУ імені Абая.

## Перша будівля
1882 року гімназія отримала двоповерхову будівлю для свого приміщення, що складалася з трьох кам'яних корпусів, з'єднаних між собою галереями. Корпуси було споруджено за проєктом інженера Янчевського, який створювався для Ташкентської гімназії. Вартість будівництва будівлі становила 190 тисяч рублів.
Однак архітектура будівлі відрізнялася від ташкентської та була доопрацьована Павлом Гурде. Так, професор архітектури В. О. Нільсен зазначав, що «архітектура їх відрізняється від Ташкентського оригіналу застосуванням оштукатурених фасадів із більш тонким малюнком деталей, здійснених під керівництвом міського архітектора Гурде».
Ця будівля Вєрненської чоловічої гімназії була зруйнована землетрусом у 1887 році.

## Друга будівля
Гімназія отримала 15 тисяч рублів із благодійного капіталу, зібраного по всій імперії на користь потерпілих від землетрусу. На ці кошти та залишки від спеціальних коштів гімназії П. В. Гурде було побудовано два каркасні кам'яні флігелі з сирцевої цегли. 14 листопада 1889 року вони були освячені. Будівництво цих флігелів коштувало 7553 карбованці 63 коп.
2 травня 1895 року було зроблено закладку першого вінця нової будівлі, а до 11 вересня було закінчено перероблювання двох кам'яних корпусів та будівництво третього дерев'яного корпусу, за винятком штукатурки всередині та зовні. Середній дерев'яний корпус поєднав обидва кам'яні корпуси в одну єдину будівлю гімназії. У середньому дерев'яному корпусі було влаштовано і власну церкву в ім'я Св. Рівноапостольних Кирила та Мефодія. На всі будівельні роботи з будівництва середнього корпусу та з перебудови двох бічних кам'яних корпусів із кам'яною огорожею було витрачено 23600 рублів 66 коп.
Землетрус 22 грудня 1910 року призвів до непридатності кам'яних корпусів і пошкодив дерев'яний корпус, який зумів встояти. Туркестанський генерал-губернатор заборонив відновлювати кам'яні корпуси та наказав їх розібрати свого часу.
У радянські часи вціліла будівля була реконструйована: був надбудований другий поверх, що значно змінило вигляд будівлі.

## Архітектура
В основу композиційного рішення лягли мотиви російського класицизму кінця XIX — початку XX ст. Будівля являє собою симетричний у плані дерев'яний двоповерховий об'єм, фланкований одноповерховими бічними крилами зі світловими ліхтарями. Центральна вісь традиційно підкреслена чотириколонним портиком.
У пластичну композицію фасаду автор увів класицистичні елементи у вигляді сандриків з поличками, що декорують вікна першого поверху та канельованих лопаток, улаштованих у місці випуску колод. Контраст між основним об'ємом та архітектурними деталями, а також кольорове акцентування окремих елементів декору, надають суворій архітектурі будівлі особливої виразності.

## Відомі вихованці
- М. Фрунзе — революціонер, радянський державний і військовий діяч.
- В. Г. Глушков — вчений-гідролог, один із засновників гідрології у СРСР, керівник Гідрологічного інституту (м. Ленінград). Був одружений із двоюрідною сестрою М. В. Фрунзе, Зінаїді Захаріївні.
- У. Жандосов — Народний комісар освіти Казахської РСР.
- М. М. Тинишбаєв — Депутат Другої Державної Думи Росії, прем'єр-міністр Туркестанської автономії, член «Алаш Орди», інженер-шляховик, учасник будівництва Туркестано-Сибірської магістралі.
- Т. Бокін — учасник національно-визвольного повстання 1916 року в Семиріччі.
- Ж. Барибаєв — Член ЦК Компартії Туркестану, делегат XIV з'їзду комуністичної партії.

## Статус пам'ятки
4 квітня 1979 року було ухвалено Рішення виконавчого комітету Алма-Атинської міської Ради народних депутатів № 139 «Про затвердження списку пам'яток історії та культури міста Алма-Ати», у якому було зазначено будівлю Вєрненської чоловічої гімназії. Рішенням передбачалося оформити охоронне зобов'язання та розробити проєкти реставрації пам'яток.
26 січня 1982 року будинок було включено до списку пам'яток історії та культури республіканського значення Казахської РСР.
25 листопада 1993 року став частиною Алматинського державного історико-архітектурного та меморіального заповідника. На території заповідника заборонено нове будівництво. Реконструкція об'єктів можлива виключно з дозволу Міністерства культури Казахстану.